# Mikythos
Mikythos (Μίκυθος) war ein Grieche aus der Familie des Tyrannen Anaxilaos von Rhegion.
Nach dem Tod des Anaxilaos um das Jahr 476 v. Chr. war Mikythos, Sohn des Choiros, neun Jahre lang Statthalter (ἐπίτροπος) von Rhegion in Vertretung von Anaxilaos' minderjährigen Söhnen. Er stand unter großen Verlusten den Tarentinern bei ihren Kämpfen gegen iaphygische Stämme bei. Er übergab seine Machtbefugnisse nach seiner Statthalterschaft wohl auf Drängen von Hieron I. von Syrakus an die Söhne des Anaxilaos weiter und ging nach Tegea in Arkadien. Für die Rettung seines schwerkranken Sohnes spendete er von dort aufgrund eines Gelübdes zahlreiche Weihgeschenke in Olympia.